# Heinzenhausen
Heinzenhausen là một đô thị thuộc huyện Kusel, bang Rheinland-Pfalz, phía tây nước Đức. Đô thị Heinzenhausen có diện tích 2,21 km², dân số thời điểm ngày 31 tháng 12 năm 2006 là 310 người.